# 斉一性の原理
斉一性の原理（せいいつせいのげんり）とは、社会心理学の用語であり、ある特定の集団が集団の内部において異論や反論などの存在を許容せずにある特定の方向に進んでいく事を示す。斉一性の原理は、多数決で意思決定を行う場では起こらず、全会一致で意思決定を行う状況で発生する。
1956年発表のアメリカ映画『十二人の怒れる男』は、斉一性の原理をテーマに扱っている。陪審制のあるアメリカ合衆国では、有罪か無罪かを、陪審員が決定する。殺人容疑で起訴された被告人に対し、状況証拠充分、ならず者経歴豊富といった状況で、容疑を固めるような証拠ばかりが提出されていく。斉一性の原理が起きている。それに対し、1人の陪審員が、証拠に反論を積み重ね、無罪を勝ち取っていく物語である。他の陪審員は、証拠に反論が提出されるたびに、苛立ちを覚える。斉一性の原理を否定され、社会的現実を脅かされるのが、不快なのである。しかし、多数の確信が誤りであるとの証拠を積み重ね、遂には多数派に誤りを認めさせてしまう。
斉一性の原理が働く場では、必ず「自薦の用心棒」が現れる。
「自薦の用心棒」の活躍を止めるためには、反論の動機も根拠も客観的であるとの姿勢を貫かなければならない。